# Siboga-expeditie

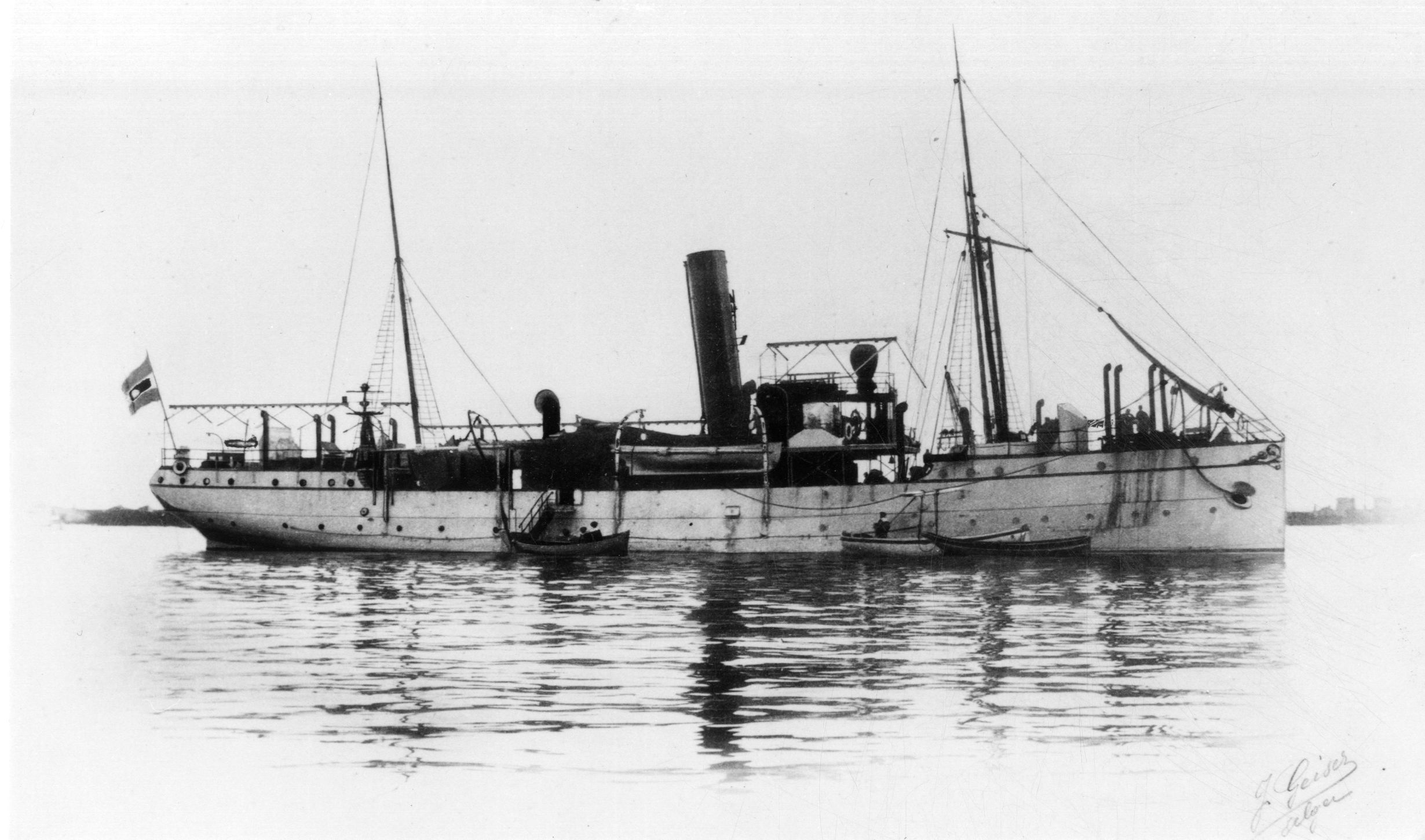
De kanonneerboot Hr. Ms. Siboga

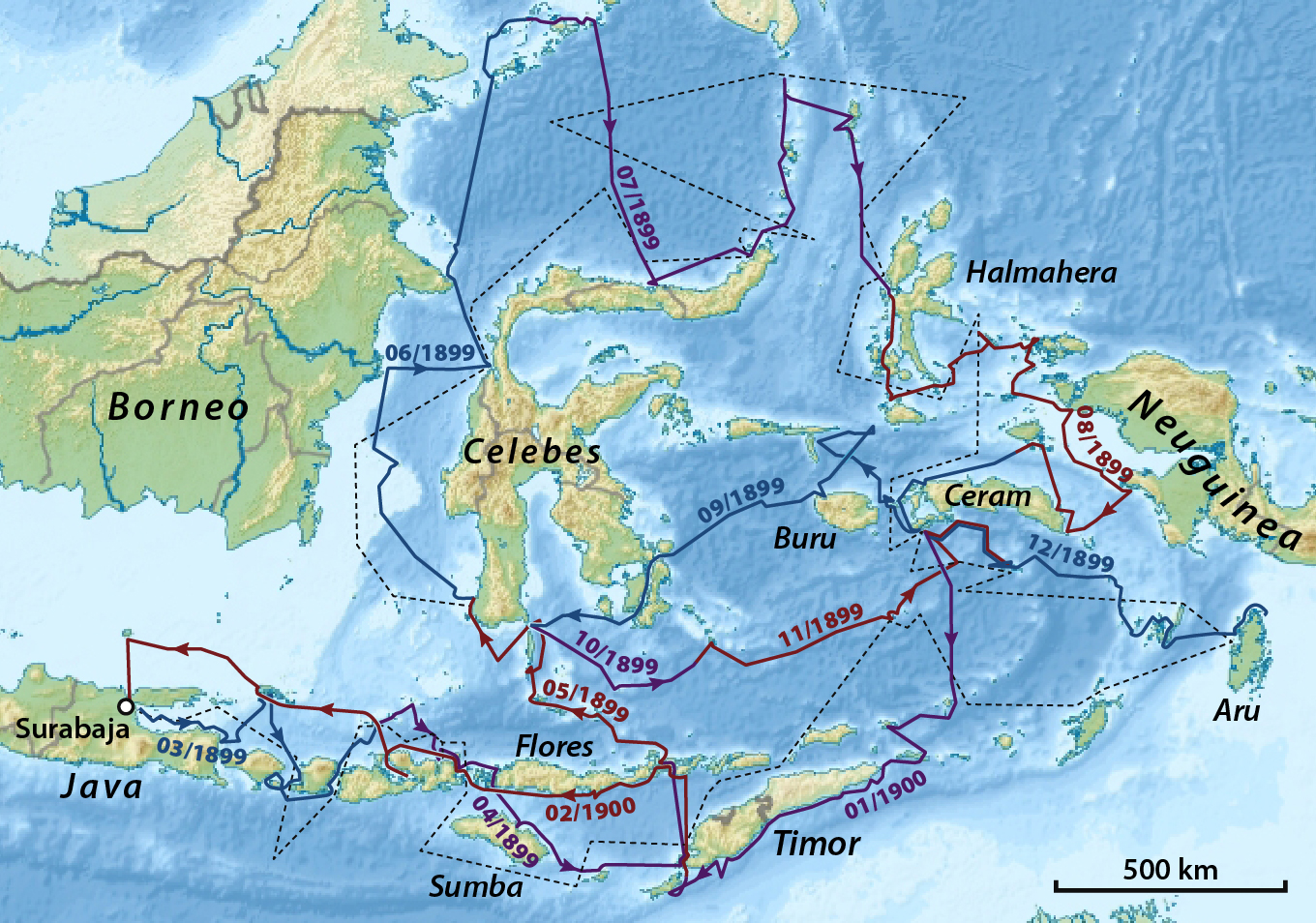
De geplande (zwart) en uiteindelijke (gekleurd) route van de Siboga-expeditie

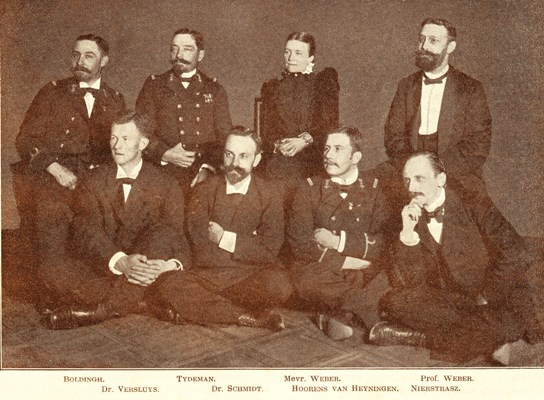
Officieren en wetenschappelijke staf van de Siboga-expeditie

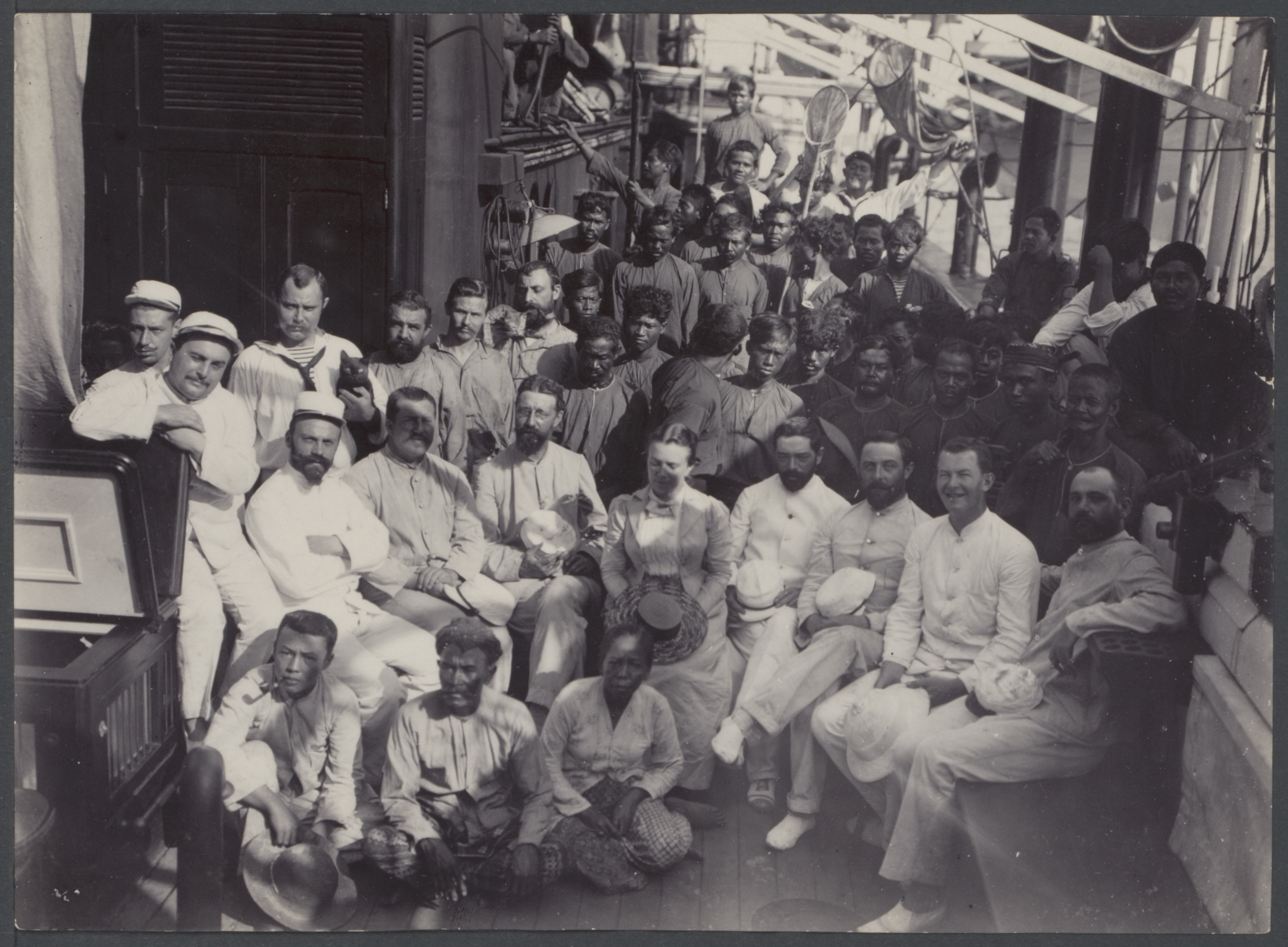
De bemanning en de wetenschappelijke staf van de Siboga

De Siboga-expeditie was een Nederlandse zoölogische, botanische, geologische en hydrografische expeditie naar Nederlands-Indië (het huidige Indonesië) van maart 1899 tot februari 1900. Hij is genoemd naar het marinevaartuig waarmee de expeditie is uitgevoerd, de kanonneerboot Hr. Ms. Siboga.
De leider van de expeditie was Max Wilhelm Carl Weber. De overige leden van de expeditie waren zijn vrouw, tevens fycologe, Anna Weber-van Bosse, zoöloog en eerste assistent Jan Versluys, zoöloog en tweede assistent Hugo Nierstrasz, de arts A. Schmidt en de tekenaar J.W. Huijsmans. De commandant van de Siboga, de luitenant ter zee 1ste kl. Gustaaf Tydeman, zorgde samen met de officieren H.J. Boldingh en C.E. Hoorens van Heyningen voor de hydrografische en cartografische opnemingen.
De ontdekkingen die Weber tijdens de expeditie deed leidden er  onder meer toe dat hij een alternatief voor de Wallacelijn voorstelde dat bekendstaat als de lijn van Weber.

## Het schip, de uitrusting en de bemanning
Al sinds 1896 bestonden er bij de Maatschappij ter Bevordering van het Natuurkundig Onderzoek de Nederlandsche Koloniën plannen voor een expeditie tot onderzoek van de marine fauna en flora van de diepzeebekkens van de Indonesische Archipel. Aan de Nederlandse Regering in de persoon van de minister van Koloniën werd gevraagd hiervoor een marinevaartuig ter beschikking te stellen. Als eerste reactie op dit verzoek bood de minister een zeilschip aan, maar Weber was van mening dat de geplande expeditie ‘in de roerige wateren van de Archipel’ uitsluitend met een stoomschip met succes zou kunnen worden uitgevoerd. De minister liet zich door Weber overtuigen en stelde alsnog een ‘door stoom aangedreven marineschip’ ter beschikking. Dit was het op 28 april 1898 bij de Nederlandse Scheepsbouwmaatschappij te Amsterdam van stapel gelopen dubbelschroef flottieljevaartuig Hr. Ms. Siboga. De hoofdafmetingen van de Siboga waren: lengte 53,7 m, breedte 9,4 m en diepgang 3,6 m. met een waterverplaatsing van 790 ton. De schroeven werden aangedreven door 2 triple-expansie stoommachines met een totaal vermogen van 1400 ipk (inwendig- of indicateurvermogen). Daarmee kon een maximumsnelheid van 13,8 knopen (25,5 km/uur) worden gehaald.
De bewapening omvatte in totaal 7 kanonnen van verschillend kaliber.
Omdat de Siboga bestemd was voor de Gouvernementsmarine moest ook de Gouverneur Generaal van Nederlands-Indië in Batavia akkoord gaan met de voorlopige nieuwe bestemming van het schip. Dit akkoord werd in mei 1898 gegeven en betrof zowel de terbeschikkingstelling van het schip als van de scheepsbemanning en overige exploitatiekosten, zoals brandstof en levensmiddelen. Nog tijdens de afbouw- en uitrustingsfase van de Siboga bij de Marine Etablissement Amsterdam werd begonnen met de uitvoering van de voor het gebruik als expeditie vaartuig benodigde constructieve aanpassingen.

### Aanpassing en uitrusting voor de expeditie

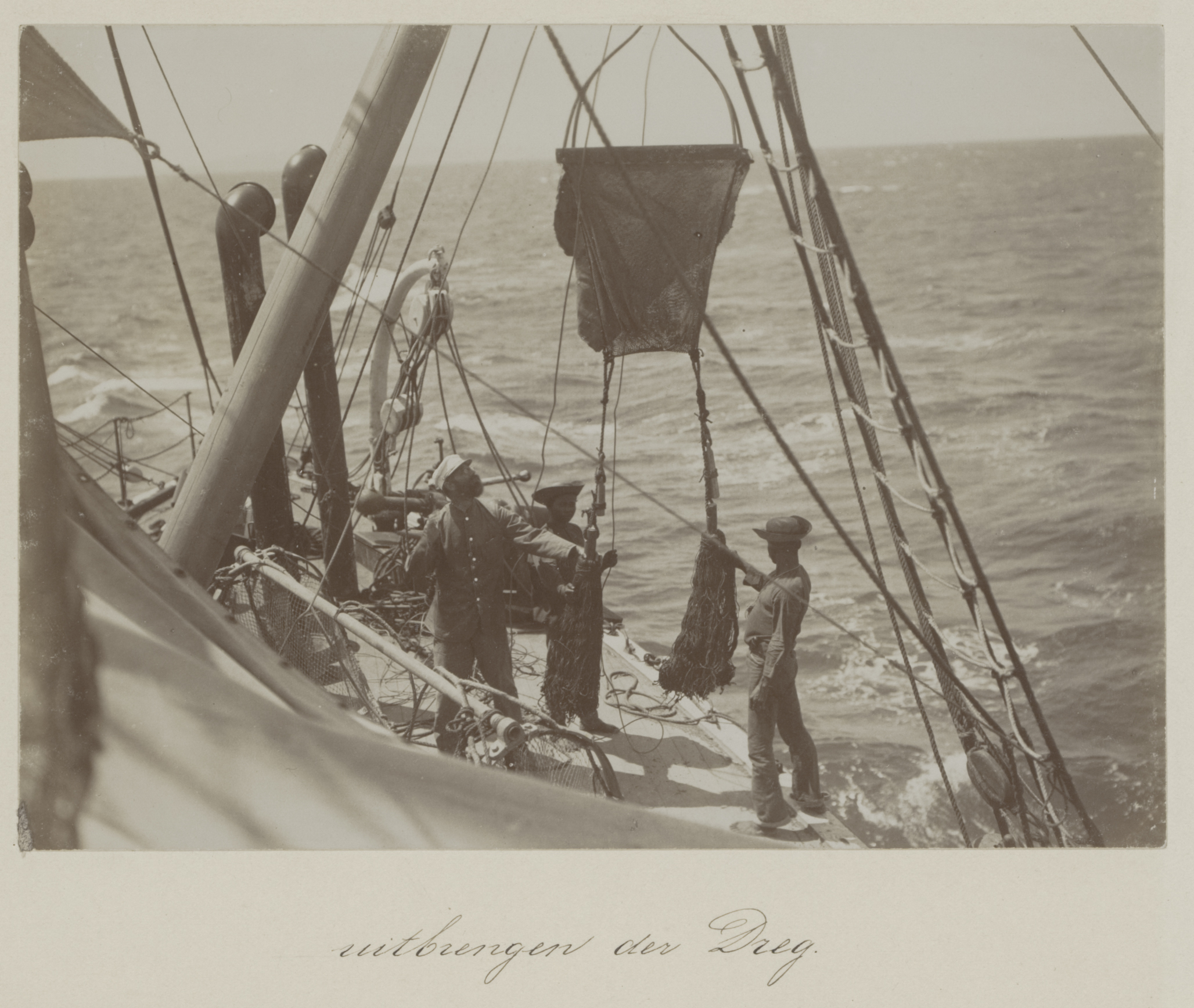
Uitzetten van de dreg

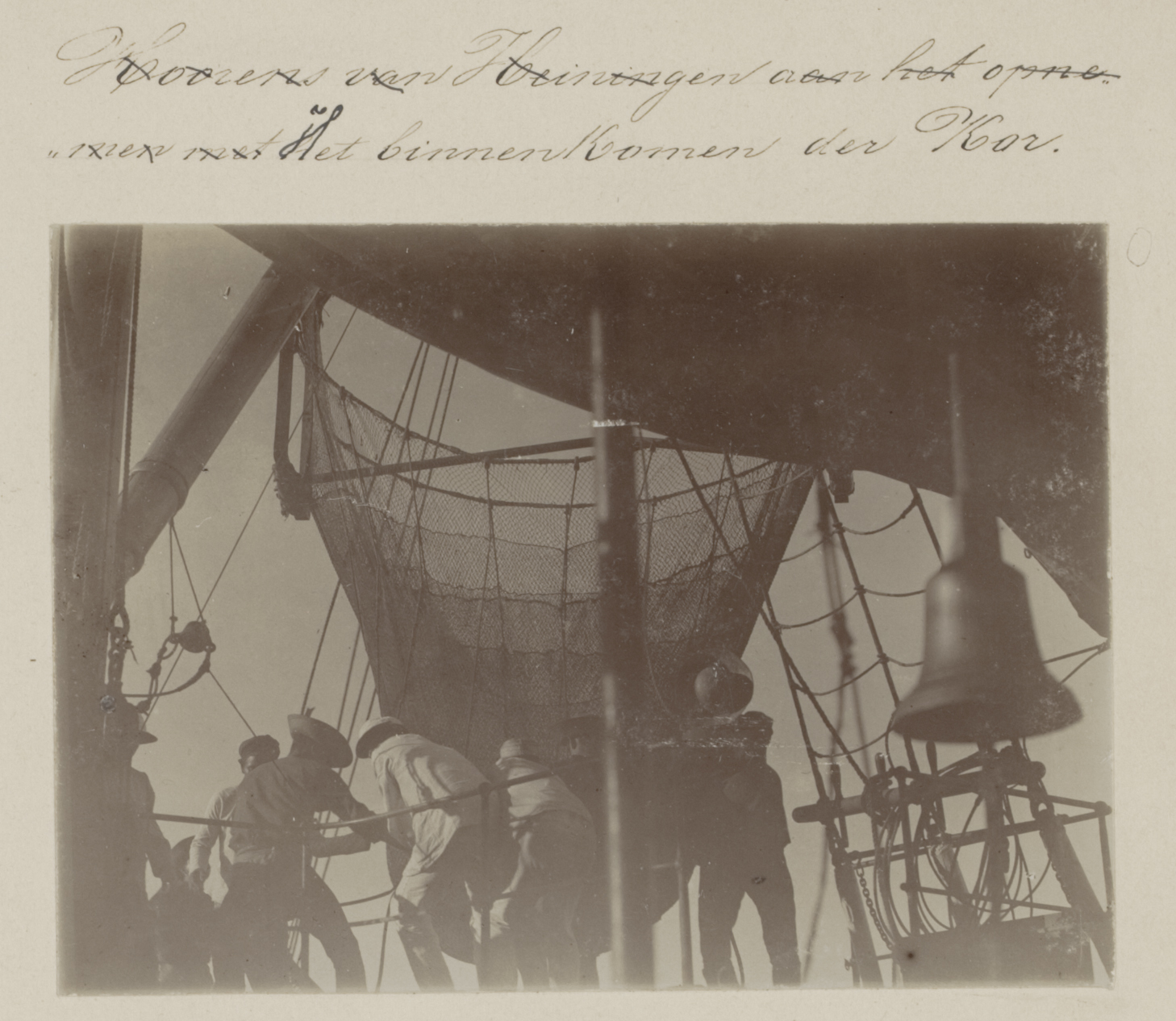
Binnenhalen van de kor

De belangrijkste aanpassing was de installatie (op de plaats van een van de kanonnen) van een zogenaamd LeBlanc-diepzeelodingsapparaat (dieptemeter) waarvan de kabeltrommel door een stoommachine werd aangedreven. Als loodlijn werd dun pianodraad van 0,9 mm dikte gebruikt waarvan aan het begin van de expeditie meer dan 20 km beschikbaar was. Het diepzeelood was tevens ingericht voor het nemen van bodemmonsters.
Voor hydrografische waarnemingen stonden speciale thermometers en waterscheppers ter beschikking waarmee temperatuur, zuurstof- en zoutgehalte van het zeewater op elke gewenste waterdiepte konden worden bepaald. Ook voor deze instrumenten werden het lodingsapparaat gebruikt.
Tevens werd, overigens nogal geïmproviseerd, een laboratoriumruimte ingericht voor het prepareren, conserveren en verpakken van de gevangen of verzamelde dieren en planten en voor het analyseren van bodem- en watermonsters.

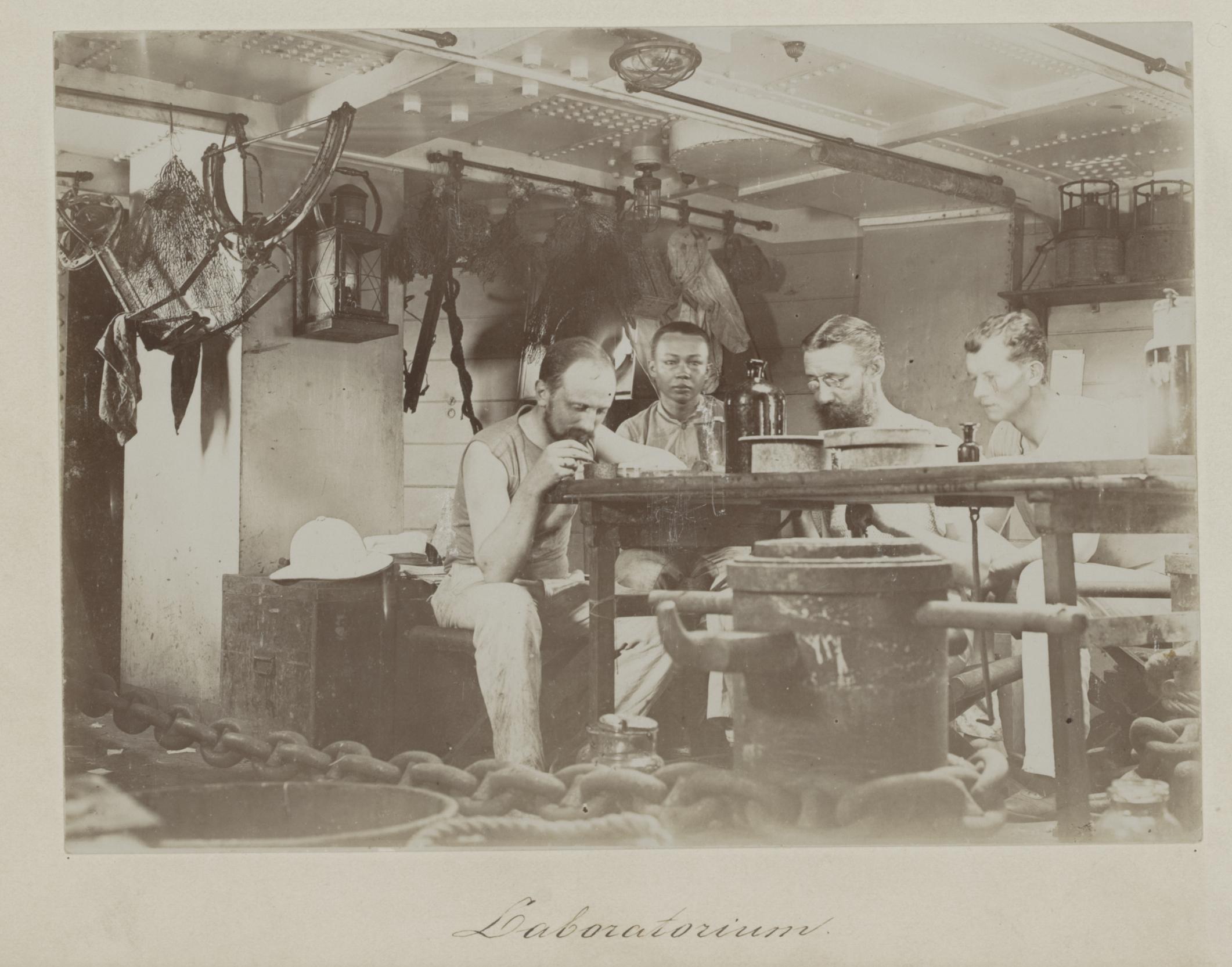
Het laboratorium

Voor het verzamelen van dierlijke en plantaardige organismen waren verschillende typen visnetten nodig. Als ‘bodemnetten’ werden korren en dreggen gebruikt voor het tot op grote diepte (tot 4000 m) uitvieren en slepen van deze netten waren staalkabels van aanzienlijke lengte nodig. Deze kabels, met een lengte 10 km waren gewikkeld op een elektrisch aangedreven kabeltrommel. Omdat bij het slepen en ophalen van kor en dreg rekening moest worden gehouden met tot 10.000 kg oplopende kabel krachten werd voor het vieren, slepen en ophalen van deze netten gebruikgemaakt van de bestaande kaapstander (verticale ankerlier van het schip). Voor het op verschillende diepten verzamelen van in het water zwevende kleine organismen (in het bijzonder plankton) werden fijnmazige sleepnetten (‘Hensen netten’) meegenomen.

### De bemanning
De bemanning van de expeditie bestond uit in totaal 64 personen.
Het wetenschappelijke onderzoeksteam bestond uit de leider van de expeditie, de zoöloog Max Weber (1852 – 1937), zijn vrouw, de algologe Anna Weber-van Bosse (1852 – 1942), de zoölogen Jan Versluys (1873 – 1939) en Hugo Frederik Nierstrasz (1872 – 1937) en de arts A. Schmidt. Tevens maakte de Indisch-Nederlandse tekenaar Jozef Willem Huijsmans (1880 – 1916) deel uit van het onderzoeksteam. Commandant van de Siboga was de luitenant ter zee 1ste klasse Gustaaf Frederik Tydeman (1858 – 1939). Hij was in het bijzonder verantwoordelijk voor de hydrografische waarnemingen.
De overige bemanning bestond uit vijf Nederlandse marineofficieren en 46 schepelingen (vier Nederlands en de overige Indisch) en twee Indische persoonlijke bedienden (man en vrouw) van de Webers. Anna Weber en haar bediende waren dus de enige vrouwen aan boord.

## De expeditie
Op 1 november 1898 werd de Siboga officieel in dienst gesteld en vertrok dezelfde dag nog naar Nederlands-Indië. Op 7 februari 1899 kwam het schip aan in Batavia en voer op 11 februari door naar de marinehaven Soerabaja op Oost Java. Na de laatste voorbereidingen aldaar (o.a. het verwijderen van alle overige bewapening) begon op 7 maart 1899 de, zoals Max Weber het omschreef, expeditie tot onderzoek der marine fauna en flora van den Indischen Archipel. 
Toen de Siboga op 26 februari 1900 aan het einde van de expeditie in Soerabaja terugkeerde had het schip een gebied van 1200 mijl (1900 km) in Noord-Zuid richting en 1500 mijl (2400 km) in Oost-West richting doorkruist waarbij een afstand van meer dan 12.000 zeemijlen (22.000 km) werd afgelegd.[kaart van de route van de Siboga]
In totaal werd 181 maal gevist met de kor of de dreg, waarbij steeds ook dieptemetingen werden gedaan. Bovendien werd op 103 posities met andere netsoorten, zoals het sleepnet, gevist en op 96 posities werden bodemmonsters genomen. Hoewel de expeditie in de eerste plaats gericht was op de diepzee van de Indische Archipel werden ook ondiepe wateren, koraalriffen en stranden onderzocht. En ook deden Weber en zijn metgezellen regelmatig landexcursies, waarbij men niet verzuimde om, als het zo uitkwam, op lokale vismarkten soms met succes naar (wetenschappelijk gezien) nog onbekende soorten te zoeken!
Het expeditie journaal omvat in totaal 323 zgn. ‘Meetstations’, i.e. zee- en landlocaties waarvan de van toepassing zijnde waarnemingen, vangsten of vondsten formeel zijn vastgelegd.
Gedurende de expeditie werd een aantal malen een haven aangedaan, voor proviandering en het bunkeren van kolen, maar ook om de al verzamelde specimina, geconserveerd en in glazen potten en zinken kisten verpakt, naar het Zoölogisch Laboratorium van de Universiteit van Amsterdam te sturen. Daar arriveerden ze, zoals Weber later tot zijn grote vreugde kon vaststellen, steeds nagenoeg onbeschadigd.

## Resultaten
De enorm grote vangst aan zoölogisch, botanisch en geologisch materiaal die de Siboga-expeditie heeft opgeleverd was het werk van vier wetenschappers. Niet minder dan 61 wetenschappers (54 zoölogen, 4 botanici, 2 geologen en 1 hydrograaf) uit 10 landen hebben vervolgens over een periode van vele tientallen jaren het verzamelde materiaal onderzocht en beschreven. De resultaten zijn gepubliceerd in 148 monografieën (of 'Livraisons'). De eerste verscheen al in 1901, de (waarschijnlijk) laatste in 1986. De meeste publicaties behandelen zoölogische onderwerpen. Van de overige zijn er vijf gewijd aan algen, twee aan geologie, één aan het schip en de voor de wetenschappelijke onderzoeken gebruikte apparatuur en één behandelt de hydrografische waarnemingen. Beide laatstgenoemde werken zijn van de hand van Tydeman. Weber schreef zelf, als deel I van de reeks, een introductie en algemene beschrijving van de expeditie, een deel gewijd aan walvisachtigen en een zeer omvangrijke monografie "Die Fische der Siboga Expedition".
De resultaten van de Siboga-expeditie hebben alle verwachtingen overtroffen: ongeveer een derde tot de helft van alle verzamelde soorten was nog niet eerder wetenschappelijk beschreven, waaronder 131 door Weber beschreven vissen. Daarnaast leidden de hydrografische waarnemingen tot een verbeterd inzicht in de reeds eerder door Wallace gedefinieerde overgangszone tussen Zuidoost-Aziatische (Oriëntaals gebied) en de Australische (Australaziatisch gebied) fauna. Weber toonde aan, dat de Wallacelijn geen scherpe grens is. Hij definieerde binnen deze overgangszone een andere lijn – later met de ‘lijn van Weber’ aangeduid – waarop evenveel Aziatische als Australische soorten voorkomen.
Al in 1922 waardeerde het gezaghebbende vaktijdschrift Nature, in een bijdrager van W.T. Calman (22 december) de betekenis van de Siboga Expeditie in vergelijking met die van de Challenger-expeditie als volgt:
De onvolprezen reeks verslagen van deze expeditie, die sinds 1902 onder zijn (Webers) redactie zijn gepubliceerd, vormen een bijdrage aan de maritieme wetenschap, die afgezien van die van de Challenger-expeditie, nauwelijks overtroffen is. Hoewel de Siboga-expeditie maar een relatief klein deel van de Oceanen bestreek was het onderzoek van flora en fauna van de ondiepe wateren veel intensiever dan waartoe de biologen van de Challenger in staat waren. Het is dan ook niet te veel gezegd dat de Siboga-expeditie tot nieuwe inzichten heeft geleid ten aanzien van vele problemen inzake de verspreiding van de marine fauna in tropische zeeën.
De tijdens de Siboga-expeditie vergaarde verzameling etnografica bevindt zich in het Koninklijk Instituut voor de Tropen in Amsterdam.
De commandant en hydrograaf van de Siboga, Gustaaf Tydeman, tekende minstens 28 detailkaarten met ankerplaatsen, zeestraten en eilandengroepen. Bovendien vervaardigde hij twee zeekaarten met nauwkeurige aanduidingen van diepten van de onderzochte zeeën van de Indische Archipel. Hij schreef 100 hydrografische notities, bepaalde de hoogte en ligging van meer dan 200 (maritieme) oriënteringspunten en voerde astronomische metingen uit voor het nauwkeurig bepalen van de ligging van nog 34 andere locaties. Hoewel het door de Siboga bezochte gebied in die tijd nog maar zeer onvolledig in kaart was gebracht heeft Tydeman maar aan twee ‘nieuw ontdekte’ geografische locaties namen gegeven: de Balizee en de Siboga-rug.